# Dom snów
Dom snów (ang. Dream House) – amerykańsko-kanadyjski thriller psychologiczny z 2011 roku w reżyserii Jima Sheridana. W rolach głównych wystąpili: Daniel Craig, Rachel Weisz, Naomi Watts oraz Marton Csokas. Zdjęcia kręcono w kanadyjskiej prowincji Ontario.

## Fabuła
Will Atenton (Daniel Craig), nowojorski pisarz, wyprowadza się z Manhattanu wraz ze swoją żoną Libby (Rachel Weisz), oraz dwiema córkami aby zamieszkać w nowo zakupionym domu w spokojnej dzielnicy w Nowej Anglii. Niebawem cała rodzina nabiera podejrzeń, że ktoś ich obserwuje. Willy dowiaduje się, że kobieta wraz z córkami, które zamieszkiwały przed nimi w ich domu, zostały brutalnie zamordowane. Podejrzewany o tę zbrodnię ojciec rodziny właśnie został zwolniony z domu dla psychicznie chorych. Willy próbuje dowiedzieć się jak najwięcej o zbrodni, pomaga mu w tym sąsiadka Ann Patterson (Naomi Watts).

## Obsada
- Daniel Craig – Will Atenton
- Rachel Weisz – Libby Atenton
- Naomi Watts – Ann Patterson
- Marton Csokas – Jack Patterson
- Claire Geare – Dee Dee Atenton
- Taylor Geare – Trish Atenton
- Rachel G. Fox – Chloe Patterson
- Mark Wilson – Dennis Conklin
- Jonathan Potts – Tony Ferguson
- Lynne Griffin – Sadie
- Elias Koteas – Hooded Man / Boyce

## Soundtrack
1. „Dream House” (5:36)
2. „Little Girls Die” (2:53)
3. „Footprints in the Snow” (3:17)
4. „Peter Searches” (6:00)
5. „Night Fever” (1:33)
6. „Intruders” (1:41)
7. „Libby Sees Graffiti” (2:33)
8. „Peter Ward's Room” (2:10)
9. „Ghostly Playthings” (3:17)
10. „Peter Ward's Story” (3:13)
11. „Ghost House” (2:37)
12. „Remember Libby” (4:05)
13. „Murder Flashback” (3:59)
14. „Peter Saves Ann/Redemption” (7:29)
15. „Dream House End Credits” (5:55)